# Lady's Rock
Lady's Rock är en klippö och fyrplats i Storbritannien.  Den ligger i kommunen Argyll and Bute och riksdelen Skottland. Närmaste större samhälle är Oban, 10 km öster om Lady's Rock. 